# Opetia ussuriensis
Opetia ussuriensis är en tvåvingeart som beskrevs av Shatalkin 1985. Opetia ussuriensis ingår i släktet Opetia och familjen svartflugor. Inga underarter finns listade i Catalogue of Life.